# (89) Julia
(89) Julia – planetoida z pasa głównego planetoid okrążająca Słońce w ciągu 4 lat i 27 dni w średniej odległości 2,55 au. Została odkryta 6 sierpnia 1866 roku w obserwatorium w Marsylii przez Édouarda Stephana (odkrywcy także (91) Aegina). Nazwa planetoidy pochodzi od imienia św. Julii z Korsyki.